# XpressNet
Das XpressNet ist ein von Lenz Elektronik entwickeltes Netzwerk zur Verbindung verschiedener Eingabegeräte mit der Zentrale der DCC-Steuerung für digitale Modellbahnen. Eingabegeräte sind Bedienbausteine, Handregler oder ein Computerinterface.
Das Netzwerk verwendet vieradrige Kabel; zwei dieser Adern stellen die Stromversorgung der angeschlossenen Geräte zur Verfügung, die beiden anderen Adern dienen der Datenübertragung. Das XpressNet ist eine RS-485-Schnittstelle, das die Daten mit 62,5 kBaud überträgt. Das verwendete Protokoll gestattet es, Geräte während des Betriebes ohne Datenverlust an- und abzustecken.
Bei der Installation eines XpressNet ist lediglich zu beachten, dass keine Ringe gebildet werden. Laut Hersteller sind bereits Netze bis zu 1 km Länge problemlos betrieben worden.